# Stumble into Grace
Stumble into Grace è un album discografico in studio della cantante statunitense Emmylou Harris, pubblicato nel 2003.

## Tracce
Tutte le tracce sono di Emmylou Harris, tranne dove indicato.
1. Here I Am – 3:47
2. I Will Dream (Harris, Kate McGarrigle, Anna McGarrigle) – 5:00
3. Little Bird (Harris, Kate McGarrigle, Anna McGarrigle) – 3:14
4. Time in Babylon (Harris, Jill Cunniff) – 4:37
5. Can You Hear Me Now (Harris, Malcolm Burn) – 5:37
6. Strong Hand – 3:16
7. Jupiter Rising (Harris, Paul Kennerley) – 3:03
8. O Evangeline – 5:41
9. Plaisir d'amour (tradizionale) – 2:22
10. Lost Unto This World (Harris, Daniel Lanois) – 4:34
11. Cup of Kindness – 3:55